# امامزاده عبدالمؤمن
امامزاده عبدالمومن مربوط به دوره صفوی است و در اصفهان، جنوب شرقی حبیب آباد، محله پائین واقع شده و این اثر در تاریخ ۱۲ فروردین ۱۳۷۷ با شمارهٔ ثبت ۱۹۷۲ به‌عنوان یکی از آثار ملی ایران به ثبت رسیده‌است.